# Nehardea
Nehardea war ein bedeutendes Zentrum jüdischer Gelehrsamkeit und Sitz einer berühmten Akademie. Die Stadt lag in Babylonien am Zusammenfluss von Euphrat und dem Kanal Malka, der den Euphrat mit dem Tigris verband. Flavius Josephus erwähnt in seinen Antiquitates Judaicae, dass die Stadt von Mauern und dem Fluss Euphrat umgeben war, um ein Eindringen von Feinden zu verhindern. 
Die ersten Siedler stammten der Überlieferung gemäß aus der Zeit des ersten Babylonischen Exils, zur Zeit von König Jojachin. Sie erbauten hier eine Synagoge, wozu sie Steine und Erde vom Jerusalemer Tempel verwendeten. Hier wurden der halbe Schekel und weitere Spenden für den Tempel zu Jerusalem eingesammelt, bevor sie ins Heilige Land verschickt wurden. Vor dem Babylonischen Aufstand reiste Rabbi Akiba im Jahre 114 von Jawne aus nach Nehardea und legte hier die Daten des Schaltjahrs fest. Später war Nehardea Sitz des Exilarchen und seines Beth Din. Die größte Bedeutung erlangte Nehardea zu Zeiten des Gelehrten Samuel von Nehardea, welcher die dortige Akademie leitete, die damals einen bedeutenden Einfluss ausübte. Im Jahre 259 wurde die Akademie von Nehardea von Papa ben Neser zerstört, und die dortigen Talmudgelehrten zogen nach Pumbedita um, das als Nachfolgesiedlung von Nehardea galt und oftmals damit gleichgestellt wurde. Auch Benjamin von Tudela, der die Gegend um 1170 bereiste, identifizierte Pumbedita mit Nehardea.